# Koki Niwa
Pour les articles homonymes, voir Koki.
Kōki Niwa (丹羽 孝希, Niwa Kōki), né le 10 octobre 1994 est un joueur japonais de tennis de table.
Il est gaucher et a un petit gabarit (1,62 m).

## Biographie
En 2010, il obtient la médaille d'or aux Jeux olympiques de la jeunesse à Singapour et est champion du monde juniors 2010 en double, et en 2011 en simple. Il est numéro 2 au Japon et 13e au classement ITTF, il joue depuis 2012 en Allemagne dans le club de TTC Matec Frickenhausen.
Le 21 avril 2012, il bat le numéro 1 mondial Ma Long et se qualifie pour les Jeux Olympiques de Londres par équipes.
Il prend sa retraite internationale fin 2022, ressentant "le besoin de passer le relais à la génération suivante".

## Palmarès
Seuls les principaux titres figurent ici, les références apportent une information plus complète.
- 2009
  -  Demi-finaliste aux Championnats d'Asie à Lucknow.

- 2010
  -  Demi finaliste aux Jeux d'Asie en double à Guangzhou.
  -  Champion d'Asie juniors en double à Bangkok.
  -  Champion olympique de la jeunesse 2010 à Singapour.
  -  Champion olympique de la jeunesse en équipe mixte 2010 à Singapour.
  -  Champion du monde juniors en double à Bratislava.

- 2011
  -  Champion du monde juniors à Manama.
  -  troisième coupe du monde par équipes à Moscou.

- 2012
  - 5e aux  Jeux Olympiques de Londres par équipes en Grande-Bretagne.

- 2013
  -  Champion du Japon en simple.